# Elisabeth Garcia-Almendaris
 Elisabeth Garcia-Almendaris (* 14. März 1989 in Wilhelm-Pieck-Stadt Guben) ist eine deutsche Handballspielerin.
Die 1,71 m große Linksaußenspielerin begann ihre Karriere beim HV Guben und stand von 2001 bis 2009 bei der TSG Ketsch unter Vertrag. Im Sommer 2009 wechselte sie zu Bayer 04 Leverkusen. Aus gesundheitlichen Gründen beendete sie nach der Saison 2011/12 ihre Karriere. Später gab sie ihr Comeback für die „Turmladies“ des TV Witzhelden 1884 e. V. (2016 Landesliga, 2017 Verbandsliga, 2018 Oberliga).
Ihre Schwester Franziska wechselte zu Saisonbeginn 2011/12 ebenfalls zu Bayer 04 Leverkusen.

## Erfolge
- Deutsche A-Jugend Meisterin 2007 mit der TSG Ketsch
- U20-Weltmeister 2008
- DHB-Pokal 2010